# 梅山古墳

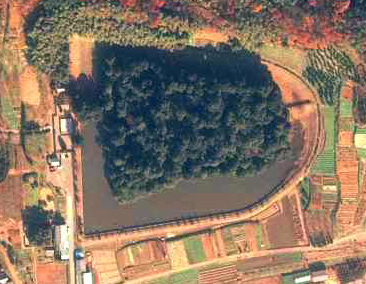
左下に吉備姫皇女王墓・猿石

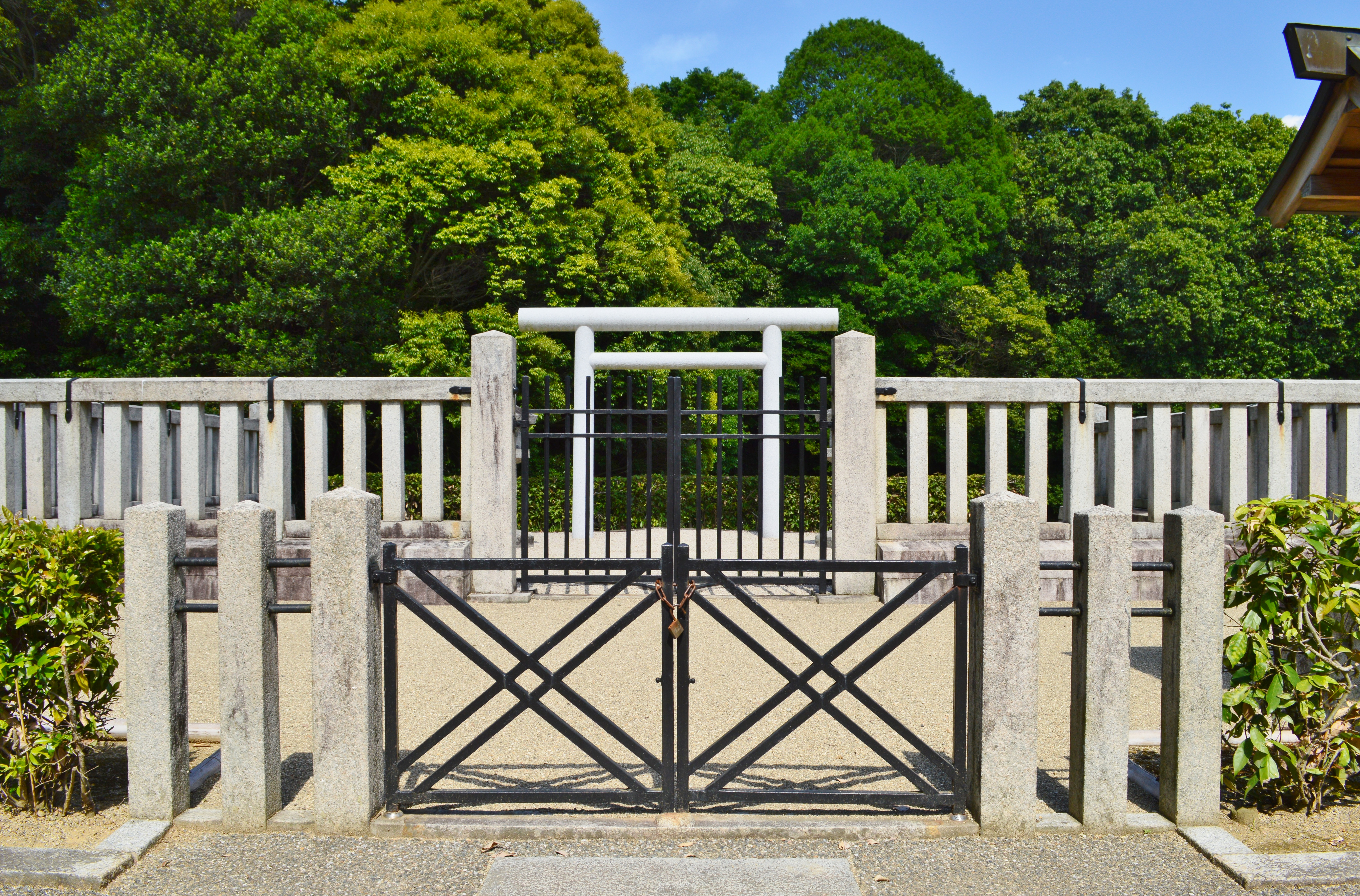
欽明天皇檜隈坂合陵 拝所

梅山古墳（うめやまこふん）は、奈良県高市郡明日香村にある古墳。形状は前方後円墳。
実際の被葬者は明らかでないが、宮内庁により「檜隈坂合陵（ひのくまのさかあいのみささぎ）」として第29代欽明天皇の陵に治定されている。檜隈坂合陵には推古天皇20年（612年）2月に堅塩媛も改葬されている。

## 概要
墳丘は前方部を西に向け東西に正確に主軸をとった前方後円墳で、全長約140m 後円部径72mで、明日香村内では最大の古墳である。非常に多くの葺石があることでも知られている。現在は回りに水を湛えた周濠を持っているが、これは文久の修復で大幅に改築されたものであり元は田であった。なお、この修復の際に双円墳から前方後円墳に改造されたとする考えもある。
同古墳と平田岩屋古墳、鬼の俎・雪隠古墳、野口王墓（天武・持統合葬陵）は同じ丘陵の南側の地形を利用して造られており、4つの古墳が東西に並んでいる。

## 築造時期
古墳時代後期の築造とみられているが、発掘調査が行われていないため正確な築造時期を推定することは難しい。

## 埋葬者
宮内庁によって欽明天皇陵とされているが、梅山古墳から北西に約800m行った所にある奈良県下最大の古墳の見瀬丸山古墳を欽明天皇陵とする学説も多い。梅山古墳の埋葬者については蘇我稲目とする考えもある。

## 猿石
隣接する吉備姫王墓に猿石と呼ばれる石像物が置かれているが、これは江戸時代に梅山古墳のすぐ南の田（小字池田）で掘り出されて古墳のかたわらに置かれていたもので、明治初期に現在の場所に移された。